# Villa Carcina
Villa Carcina là một đô thị thuộc tỉnh Brescia trong vùng Lombardia ở Ý. Đô thị này có diện tích 14 km², dân số 10.016 người.
Đô thị này có các làng sau: 
Carcina, Pregno, Cogozzo, Cailina, Villa.
Đô thị này giáp với các đô thị sau: Brione (Brescia), Concesio, Gussago, Lumezzane, Sarezzo.